# Kościół Świętego Jana Chrzciciela w Jeżowem
Kościół Świętego Jana Chrzciciela w Jeżowem - świątynia rzymskokatolicka znajdująca się w Jeżowem na osiedlu Zagrody.
25 października 2009 kościół został podniesiony do rangi parafialnego.
Kościół zbudowano w latach 80. XX wieku. Budowniczym był ks. Ludwik Bielawski oraz Jan Szewczyk